# Скьяффино, Плачидо Мария
Плачидо Мария Скьяффино (итал. Placido Maria Schiaffino; 5 сентября 1829, Генуя, Сардинское королевство — 23 сентября 1889, Рим, королевство Италия) — итальянский куриальный кардинал, оливетанец. Титулярный епископ Ниссы с 30 августа 1878 по 27 июля 1885. Президент Папской Академии церковной знати со 2 ноября 1878 по 18 ноября 1884. Секретарь Священной Конгрегация по делам епископов и монашествующих с 18 ноября 1884 по 27 июля 1885. Префект Священной Конгрегации Индекса с 6 апреля 1888 по 20 февраля 1889. Библиотекарь Святой Римской Церкви с 20 февраля по 23 сентября 1889. Администратор бенедиктинского аббатства Субьяко с 18 мая по 23 сентября 1889. Кардинал-дьякон с 27 июля 1885, с титулярной диаконией Санти-Джованни-э-Паоло с 30 июля 1885. 